# Jirō Minami
Jirô Minami foi um general do Exército imperial do Japão e Governador-geral da Coreia entre 1936 e 1942. Ele foi condenado por crimes de guerra e punido com a prisão perpétua.

## Vida e carreira militar
Nascido em uma família de ex-samurais em Hiji, província de Ōita, Jirō Minami se mudou para Tóquio como estudante interno e acabou sendo aceito na Academia do Exército Imperial Japonês. Após se formar na academia em fevereiro de 1895, ele foi comissionado como segundo-tenente da cavalaria.
Minami serviu na Guerra Russo-Japonesa como membro do estado-maior e como comandante do 1º Regimento de Cavalaria, onde participou do Cerco de Port Arthur. Ele foi promovido a major em março de 1905 e a tenente-coronel em fevereiro de 1910. Promovido a coronel em agosto de 1915, comandou o 13.º Regimento de Cavalaria durante a Primeira Guerra Mundial, de 1914-1917. No pós-guerra ele foi Chefe da Seção de Cavalaria do Ministério da Guerra de 1917-1919.
Após sua volta ao Japão já promovido ele foi nomeado Ministro da Guerra no Gabinete Wakatsuki em 1931. Como Ministro da Guerra, despachou o Major General Yoshitsugu Tatekawa para a Manchúria especificamente para conter o comportamento militarista do Exército Kwantung, mas o Incidente de Mukden aconteceu para piorar as relações sino-japonesas antes que Tatekawa pudesse agir. Minami foi Ministro da Guerra durante o Incidente das Cores Imperiais.
Minami serviu como membro do Conselho Supremo de Guerra de 1931 a 1934. Ele então recebeu o posto de Comandante do Exército Kwangtung de 1934 a 1936, período durante o qual foi simultaneamente embaixador japonês em Manchukuo.
Após o incidente de 26 de fevereiro de 1936 ele foi forçado a se aposentar do serviço ativo. e foi enviado para a Coreia para ser seu governador-geral dentro do período de 1936 e 1942.
Seu mandato na Coreia foi marcado por uma abordagem mais linha-dura do que seus antecessores, com um retrocesso de várias reformas liberais da década de 1920. Além disso, Minami proibiu todos os jornais de língua coreana, exceto um, e pressionou fortemente pela política de soshi-kamei.
Após seu mandato na Coréia, assumiu um assento na Câmara dos Pares na Dieta Japonesa em 1945.
Após a Segunda Guerra Mundial, Minami foi preso pelas autoridades americanas de ocupação e levado ao Tribunal Militar Internacional para o Extremo Oriente. Ele foi condenado em grande parte porque ele era Ministro da Guerra na época do Incidente da Manchúria. No entanto, ele foi absolvido de travar uma guerra de agressão contra os Estados Unidos, a Comunidade Britânica e a Holanda, e também absolvido de duas acusações relacionadas ao abuso de prisioneiros. Ele foi condenado à prisão perpétua, mas foi libertado em liberdade condicional em 1954 por motivos de saúde. Ele morreu um ano depois.